# Извоареле (Олт)
Извоареле (рум. Izvoarele) насеље је у Румунији у округу Олт у општини Извоареле. Oпштина се налази на надморској висини од 139 m.

## Становништво
Према подацима из 2002. године у насељу је живело 3836 становника, од којих су сви румунске националности.

### Хронологија
| Година       | 1992 | 1993 | 1994 | 1995 | 1996 | 1997 | 1998 | 1999 | 2000 | 2001 | 2002 | 2003 | 2004 | 2005 | 2006 | 2007 | 2008 | 2009 | 2010 | 2011 | 2012 | 2013 | 2014 | 2015 | 2016 | 2017 |
| ------------ | ---- | ---- | ---- | ---- | ---- | ---- | ---- | ---- | ---- | ---- | ---- | ---- | ---- | ---- | ---- | ---- | ---- | ---- | ---- | ---- | ---- | ---- | ---- | ---- | ---- | ---- |
| Становништво | 4295 | 4267 | 4215 | 4182 | 4133 | 4102 | 4102 | 4063 | 4068 | 4066 | 3991 | 3960 | 3925 | 3910 | 3858 | 3832 | 3845 | 3780 | 3754 | 3710 | 3694 | 3654 | 3611 | 3590 | 3579 | 3519 |